# 警察之家
《警察之家》（日语：メゾン・ド・ポリス），是加藤實秋所撰寫的「警察小說」系列，目前已出至第二卷。而作者加藤之前已有多部著作被翻拍為真人化作品。
第一卷《警察之家－退役刑警與 Share House》自2018年1月發行初版後，在短短半年的期間內已重版五刷。並在當年10月份宣佈將改編為電視影集，同月24日發行第二卷《警察之家－退役刑警與菁英警視（メゾン・ド・ポリス２　退職刑事とエリート警視）》。
截至2019年1月份，累計共銷售超過 10 萬本且持續再刷；另於同年電視劇開播前的1月10日，公開預計於2月發行續集第三卷《警察之家－退役刑警與恐怖份子（メゾン・ド・ポリス３　退職刑事とテロリスト）》。
由「TBS電視台」改編的同名真人電視劇定於2019年1月11日起每週五播出。

## 登場人物
牧野日和 
新來到柳町北署刑事課 2 年的菜鳥女刑警。
夏目惣一郎（なつめ　そういちろう）
原警視廳搜查一課的刑警。 5 年前同類型案件的負責人。目前在裡擔任管家。
高平厚彦（たかひら　あつひこ）
原警務課事務員。目前在裡擔任管理人，負責所有家事工作。
迫田　保（さこた　たもつ）
退役前與牧野同所屬轄區。貫徹現場主義的熱血刑警。在適逢年齡時退休但老婆也同時與他離婚並搬走。
藤堂雅人（とうどう　まさと）
原科学捜査研究所的博士。以白袍作為個人特色的知識型紳士。
伊達有嗣（だて　ありつぐ）
原警察廳的長官。目前是的管理人兼房東。有著一頭白髪與招牌笑臉的善良老爺爺。

## 書籍資訊
- 加藤實秋（日语：加藤実秋）、系列（角川文庫刊）、共 3 巻。
  1. 2018年01月25日發售、ISBN 978-4041057407 [7][8]。
  2. 2018年10月24日發售、ISBN 978-4041070093 [1][9]。
  3. 2019年2月23日發售、ISBN 9784041074282 [10]。

## 電視劇
由同名系列作改編的真人電視版為「TBS電視台」所推出的2019年1月份『冬季日劇』，1月11日起於「TBS系列電視網」的『週五連續劇』時段首播（晚間10時）。劇情將以一集完結的方式鋪陳。
本片由高畑充希領銜主演，不僅是她第一次主演「TBS 電視台」的連續劇，更是其首度挑戰詮釋警察的角色。高畑曾在2017年以《過保護小姐》獲得當年度「第9回 CONFiDENCE 日劇大獎」與「第27屆 TV LIFE年度日劇大獎」的最佳女主角；另外，自《忘卻的幸子》開始也是她連續兩季主演電視作品。
共演的以在戲中作為主角搭檔的西島秀俊領軍，包含了小日向文世、野口五郎、角野卓造跟近藤正臣。腳本為曾改編過《推理要在晚餐後》的黑岩勉。導演係由《殺人草莓夜》的佐藤佑市擔當。
本戲也可在線上影音平台〈Paravi〉、〈TBS FREE〉、〈TVer〉與〈GYAO!〉免費或付費觀看。電視台「WakuWaku Japan」定於1月20日，每週日晚間9點於多國同期首播（UTC+8）。
台灣〈KKTV〉則在1月14日起每個禮拜一正午12時，獨家進行當季同步放送的免費服務。香港〈myTV SUPER〉也將同步播放。

### 劇情概要
新人刑警牧野日和（高畑充希　飾）為了尋找某件殺人案的線索，拜訪了一間住著退役警察們的  「警察之家（Maison De Police）」。他們看似有各自的隱情但亦有強烈的個人性格，雖然牧野總是被這些「歐吉桑」們耍得團團轉，但也借助了他們的知識與力量逐一地解決案件，菜鳥刑警的成長之路就此即將展開。

### 公歷史
- 2018年10月20日，發表1月份的『金曜電視劇』由高畑充希主演，主要的搭檔為西島秀俊，剩餘的共演陣容有小日向文世、野口五郎（日语：野口五郎）、角野卓造（日语：角野卓造）、近藤正臣（日语：近藤正臣）[15]。
- 11月26日，追加卡司－西田尚美、龍星涼、木村了、戸田昌宏（日语：戸田昌宏）[23]。
- 11月30日，釋出前導預告[24]。
- 12月13日，宣佈主題曲定為「WANIMA」樂團的[23]。
- 12月14日，官方網站開張[25]；發表正式預告[26]。
- 12月26日，「TBS」宣傳情報誌《La Boo》的「2018年冬季號」公開高畑充希×西島秀俊訪談[27]。
- 12月26日，〈WakuWaku Japan〉確定晚一週與日本同期放送[28]。
- 12月28日，拍攝海報定裝照[29]。
- 2019年1月1日，台灣〈KKTV〉宣佈將與日本同步首播[30]；3日發表預告[31]。
- 2019年1月6日，舉行「特別試映會（日语：試写会）」[32][33][34]。

### 工作人員
| - 原 作：加藤実秋 《》系列（角川文庫） - 腳 本：黒岩勉 - 主題曲：「WANIMA」《（）》 （UnBORDE / Warner Music Japan） - 音 樂：末廣健一郎、MAYUKO - 導 演：佐藤祐市（共同電視）、城宝秀則（共同電視） - 製作人：橋本芙美（共同電視）、芳川茜（共同電視） - 製 作：共同電視、TBS |

| - 警察監修：古谷謙一 - 科學捜査監修：山崎昭 - 醫療監修：山本昌督 - ：山口雄生 - 動作指導：釼持誠 - ：Takahashi Racing |  | - 音樂協力：日音 - 協力： - VASC公司 - SPOT公司 - Basis公司 - ACS公司 - 綠山攝影棚 - OXYBOT公司 |

| - 攝影協力： - 流山市 （） - 流山市社会福祉協議会 - 居酒屋 - JOYSOUND |  | - 攝影協力： - 浦安市 - 浦安 （） - 東葉高速鐵道 - 二子玉川本店 |

### 卡司簡介

#### 主要演員
- 本表僅列出人物關係圖內出現之角色[36]，並依片尾演員表排序。
  - 以下　　代表與主角與合宿相關人員；　　為現役警察。

|                | 演員名字（年齡） | 角色名字（年齡）   | 職稱 | 簡介 | 詳見 |
| -------------- | ---------------- | ------------------ | --- | --- | ---- |
|                | 高畑充希(26)     | 牧野日和(26)       | 巡查部長 | 現隸屬於「警視廳・柳町北署」刑事課。 畢業後被分發去派出所 3 年，期間努力通過升格考試，終於在 1 年前如願進入刑事課的菜鳥刑警。對夏目有點反抗。                                                        | 牧野 |
| 西島秀俊(47)   | 夏目惣一郎(48)   | 管家 警部補        | 身穿圍裙的管家，在「」合宿裡負責打雜。 原「警視廳・捜査一課」的王牌級主任。 不太情願地陪牧野一起進行搜查。                                                                                              | 夏目 |      |
| 小日向文世(64) | 高平厚彦 (65)    | 管理人 警部        | 「」合宿的管理人。 原「中野東署警務課」課長代理。 負責所有家事、教導夏目做家事，與關心成員們的健康管理。                                                                                                | 夏目 |      |
| 野口五郎(62)   | 藤堂雅人(65)     | 房客 法醫          | 在「」合宿的房客。 原「警視廳・科学捜査研究所」第一法醫科的菁英科長。 退休後也沒放棄學術研究，房間裡備有整套鑑識器材。喜好女色，曾經離婚過 3 次。 杉岡沙耶之的前夫，二人在18年前離婚。 會幫忙協助牧野。 | 藤堂 |      |
| 角野卓造(70)   | 迫田 保(68)      | 房客 警部補        | 在「」合宿的房客。 原「警視廳・柳町北署」刑事課。 當了將近 40 年的刑警。 會幫忙協助牧野。 | 迫田 |      |
| 近藤正臣(76)   | 伊達有嗣(72)     | 管理人 房東 警視監 | 「」合宿的管理人兼房東。 原「警視廳」副總監。 東京大學法學部畢業後進入警察廳，當過各縣警的課長、署長、部長、局長、本部長等。 會幫忙協助牧野。                                                           | 伊達 |      |
|                | 西田尚美(48)     | 杉岡沙耶(44)       | 鑑識員 警部補 | 隸屬「警視廳・柳町北署」刑事課鑑識組。 聰明伶俐的鑑識員，很愛喝酒但酒品卻不太好。 喜歡揪牧野去喝酒，而牧野似乎把她當成諮詢的對象。 藤堂雅人的第二任妻子，二人在18年前離婚。                          | 杉岡 |
|                | 龍星 涼(25)      | 瀬川草介(27)       | 採購員 巡查部長 | 負責幫「」跑腿採買與運送日用品的好青年。 會經常進出合宿，有時也會待在客廳陪大叔們一起唱卡拉OK，有很自然地融入人群的特質。 實際身分為警視廳警務部人事第一課巡查部長，暗中監視著「Maison de Police」。 | 瀬川 |
|                | 木村 了(30)      | 原田照之(30)       | 巡查長 | 隸屬「警視廳・柳町北署」刑事課。 認真的青年，多年來第一次分配到女性直屬。 雖然年紀比較大，可是階級低於牧野的「巡查部長」一層。 身為牧野的前輩，但卻不曉得要如何應對她。                              | 原田 |
| 戸田昌宏(50)   | 新木幸司(45)     | 警部               | 隸屬「警視廳・柳町北署」刑事課的課長。 擔心會有職權騷擾或性騷擾的問題，所以不會約牧野出去應酬。 牧野的上司，迫田的後輩。                                                                                | 新木 |      |
| 今井朋彦(51)   | 間宮朝人(52)     | 警視               | 隸屬「警視廳・捜査一課」的管理官。 夏目的前上司。 | 間宮 |      |
|                | 水橋研二(52)     | 牧野尚人           | | 牧野日和之父。 | 尚人 |
| 渡辺文香       | 牧野里美         |                    | 牧野日和之母。 | |      |

#### 客串來賓

##### 第1話「死亡之舞（デスダンス）」
| 演員名字（年齡） | 角色名字（年齡） | 簡介                         | 詳見 |
| ---------------- | ---------------- | ---------------------------- | ---- |
| 手塚理美(57)     | 本間弘子(59)     | 弘喜之母                     | 弘子 |
| 小久保寿人(34)   | 本間弘喜(29)     | 5 年前《死亡之舞》事件的被告 | 弘喜 |
| 岩寺真志(49)     | 薗田政二(55)     | 天婦羅「」店主，被害者       | 薗田 |
| 谷川清美(51)     | 薗田聖子         | 店主政二的妻子               | 聖子 |
| 伊島空(23)       | 薗田義政         | 店主政二的兒子               | 義政 |

##### 第2話「PTA總選舉（PTA総選挙）」
| 演員名字（年齡） | 角色名字（年齡） | 簡介                                      | 詳見   |
| ---------------- | ---------------- | ----------------------------------------- | ------ |
| 白羽優理(40)     | 森元妙子         | 柳町中央小學的PTA（家長會）宣傳公關負責人 | 森元   |
| 中山エミリ(40)   | 三上絵里花       | 在柳町中央小學的家長會裡擔任會計          | 三上   |
| 大場泰正(46)     | 本橋道夫         | 柳町中央小學家長會的會長                  | 本橋   |
| 内田尋子(71)     | 平松祥恵         | 柳町中央小學的導護志工隊員，被害者        | 平松   |
| 藤原邦章(59)     | 小田倉孝治       | 房東                                      | 小田倉 |
| 三倉翔           |                  | 柳町中央小學的訓導主任                    |        |

##### 第3話「藍色屍體（青い死体）」
| 演員名字（年齡） | 角色名字（年齡） | 簡介                             | 詳見 |
| ---------------- | ---------------- | -------------------------------- | ---- |
| 橋本愛實(34)     | 大槻仁美         | 《》編輯                         | 大槻 |
| 矢野聖人(27)     | 瀬戸俊樹         | 《》定期投稿人，大樓警衛         | 瀬戸 |
| 川俣しのぶ(60)   | 山崎 翠          | 《》定期投稿人，興趣是拍攝富士山 | 山崎 |
| 今本洋子(72)     | 工藤千代子       | 《》定期投稿人，興趣是畫貓       | 工藤 |
| 多田木亮佑(60)   | 土屋亮治         | 《》定期投稿人                   | 土屋 |
| 誠一郎           | 歌田圭吾         | 被害者                           | 歌田 |

##### 第4話「友好俱樂部（なかよしくらぶ）」
| 演員名字（年齡） | 角色名字（年齡） | 簡介                                   | 詳見   |
| ---------------- | ---------------- | -------------------------------------- | ------ |
| 清水章吾(75)     | 田口哲也         | 獨居老人                               | 田口   |
| 山本涼介(23)     | 貫井秀之         | 榮國大學一年級學生，籃球部成員，被害者 | 貫井   |
| 福山康平(20)     | 櫻井陽斗         | 浪人生，貫井秀之的中小同學             | 櫻井   |
| 松嶋亮太(40)     | 深山克久         | 電腦教室的講師                         | 深山   |
| 多田木亮佑(56)   | 櫻井貴美子       | 櫻井陽斗的母親                         | 貴美子 |
| 澤口夏奈子(48)   |                  | 貫井秀之的母親                         |        |

##### 第5話「罪犯之家（メゾン・ド・ギルティ）」
| 演員名字（年齡） | 角色名字（年齡） | 簡介                     | 詳見 |
| ---------------- | ---------------- | ------------------------ | ---- |
| 島かおり         | 金森春子         | 患有老人痴呆症的老婦人   | 春子 |
| 大谷亮介         | 丸山栄一         | 工廠社長                 | 大谷 |
| 内藤大輔         | 西條渉           | 丸山的部下               | 西條 |
| 木下政治         | 岡嶋圭太         | 丸山的部下               | 岡嶋 |
| 奥田洋平         | 安達高史         | 工廠職員                 | 安達 |
| 中松俊哉         | 金森公平         | 春子的丈夫               | 公平 |
| 亀田佳明         | 三崎聰           | 與春子家工廠有來往的職員 | 亀田 |

##### 第6話「傳說的刑警（伝説の刑事）」
| 演員名字（年齡） | 角色名字（年齡） | 簡介             | 詳見   |
| ---------------- | ---------------- | ---------------- | ------ |
| 水谷果穗         | 高平小梅         | 高平厚彦的女兒   | 小梅   |
| 水石亜飛夢       | 中松駿           | 高平小梅的男友   | 中松   |
| 吉田幸矢         | 大浦春江         | 中松駿的婆婆     | 春江   |
| 松永大輔         | 大浦壽三郎       | 大浦春江的兒子   | 壽三郎 |
| 長内映里香       | 大浦藤子         | 大浦壽三郎的妻子 | 藤子   |
| 森本のぶ         | 大浦英二         | 大浦春江的兒子   | 英二   |
| 福田温子         | 中松富江         | 大浦春江的女兒   | 富江   |

##### 第7話「燕尾蝶（アゲハ）」
| 演員名字（年齡） | 角色名字（年齡） | 簡介                     | 詳見 |
| ---------------- | ---------------- | ------------------------ | ---- |
| 井上順           | 本鄉幸成         | 富豪，伊達有嗣的青梅竹馬 | 幸成 |
| 大西礼芳         | 本宮花蓮         | 本鄉幸成家的家政婦       | 本宮 |
| 西丸優子         | 小倉汐里         | 本鄉幸成的內緣妻         | 汐里 |
| 太田美恵         | 赤井美香         | 本鄉幸成的愛人           | 幸成 |
| 荻野友里         | 池原美砂         | 池原慎吾的妻子           | 美砂 |

##### 第8話「30分鐘（30ミニッツ）」
| 演員名字（年齡） | 角色名字（年齡） | 簡介                                                      | 詳見 |
| ---------------- | ---------------- | --------------------------------------------------------- | ---- |
| 東風万智子       | 館林真琴         | 記者，單身母親                                            | 真琴 |
| ヨシダ朝         | 鴨下篤           | 警視廳警務部人事第一課，監察官，警視正                    | 鴨下 |
| 住田萌乃         | 館林桃香         | 館林真琴的女兒                                            | 桃香 |
| 関幸治           | 池原慎吾         | 池原美砂的丈夫，高遠建設經理部，3年前死亡                 | 慎吾 |
| 税所伊久磨       | 市野澤讓         | 牧野尚人的同事，池原慎吾的上司，高遠建設經理部，3年前死亡 | 市野 |

##### 第9話「無敵的男人（無敵の男）」
| 演員名字（年齡） | 角色名字（年齡） | 簡介                               | 詳見   |
| ---------------- | ---------------- | ---------------------------------- | ------ |
| 佐野史郎         | 野間 仁          | 前警視廳公安第一課長               | 野間   |
| 宮地雅子         | 市野澤和子       | 市野澤讓的妻子                     | 澤和子 |
| 中野英雄         | 大黒毅           | 暴力團青戶組，傀儡組織青幸興業社長 | 大黒   |
| 笠松将           | 若林和史         | 大黒毅的部下                       | 和史   |
| 三村晃弘         | 三上重利         | 酒吧老闆                           | 重利   |
| 勝呂学           | 清宮守           | 暴行犯                             | 清宮   |
| 比佐仁           | 市野澤幸助       | 市野澤讓與市野澤和子的兒子         | 幸助   |

### 登場人物

#### 主要人物
牧野日和
　【演員：高畑充希、童年演員：山崎莉里那】【香港配音：凌晞】本作的主角。 26 歲。巡查部長。
現隸屬於「警視廳・柳町北署」刑事課的菜鳥刑警。
某日雛菊町突然發生神祕的火燒殺人案件，而這起案件跟 5 年前的《死亡之舞》事件非常雷同，上司指示牧野拜訪一間住著退役警察合宿的「警察之家（Maison De Police）」，去尋找過往案件的相關人士－#夏目惣一郎刑警，牧野因此與這些充滿個人特色的歐吉桑們相遇，並奇妙地開始共同搜查。
歐吉桑們會稱呼牧野為「小雞」。
但其實也不是很願意接受夏目參與調查，起初覺得#藤堂雅人很可悲、夏目是會對受害者說謊跟恐嚇嫌犯的爛人。
自稱覺得電視劇的警察很帥而投身警界，但好像另有隱情。
似乎不信任警察自己人，不小心在搜查會議上講出地雷言論。
推理能力不好，不懂得懷疑別人，在經過《死亡之舞》案件後稍微進步了點。
既是新人又是年輕女性，還跟退休老人混在一起，處在警局裡的地位不高。

##### 夏目惣一郎
　【演員：西島秀俊】【香港配音：蘇強文】【簡介：#卡司簡介】
48 歲。原「警視廳・捜査一課」的王牌級主任。警部補。
現為的管家。有潔癖的完美主義者，不允許任何妥協也不太會變通。一直都單身。
自述因為頂撞長官，認為無法再維護正義而決定退休，表示空有理想是沒用的。退役後也不習慣警衛公司的工作，後被#伊達有嗣邀請住進合宿並負責打雜，但其實對家事不在行。
是合宿成員裡輩份最低的警察，常被學長們推去做事。
5 年前在職時曾逮捕了《死亡之舞》案的犯人，在本次案發時間沒有不在場證明。
被其他歐吉桑們推托要求共同協助#主角牧野，只好勉強與她一起出門搜查。
可以一本正經的騙人，對犯人的態度也跟平常溫和的樣子相反。
很相信#藤堂雅人的鑑識能力，覺得給藤堂經手會有新的發現。
承認在 5 年前的確有對嫌犯#本間弘喜逼供。
身手相當不錯。

##### 高平厚彦
　【演員：小日向文世】【香港配音：張炳強】
65 歲。原「中野東署警務課」課長代理。警部。
現為的管理人，但還住在自家，每天都搭電車通勤前往合宿，由於家有妻女，因此女子力相當高，會研究料理跟甜點的食譜。
學生時代很喜歡閱讀推理小說，夢想可以當上刑事，不過在職時做的都是總務、人事、宣傳等跟搜查無緣的工作，因此幾乎沒有現場經驗。但如今還是非常憧憬能上前線調查。
不會察言觀色的天然系人物，常常離題打斷大家的談話。
5 年前《死亡之舞》案件發生時，正好剛退休與老婆出海旅行了半年。
透漏出#新木幸司喜好高跟鞋。
當#伊達有嗣提議要大家幫忙#主角牧野時，推托自己不在就沒人煮飯了，放#夏目惣一郎不情願的跟牧野出門。

##### 藤堂雅人
　【演員：野口五郎】【香港配音：陳欣】【簡介：#卡司簡介】
65 歲。原「警視廳・科學捜査研究所」第一法醫科的菁英科長。
目前是住在的房客。退休後被#伊達有嗣邀請住進合宿。
本人自己也不知道為何對女性著迷。鑑識組的#杉岡沙耶是他 18 年前的第二任妻子。
說剛踏入的#主角牧野像《夢遊仙境》裡的愛麗絲。
當#伊達有嗣提議要大家幫忙牧野時，推托自己肝指數不好，放#夏目惣一郎不情願的跟牧野出門。

##### 迫田　保
　【演員：角野卓造】【香港配音：陳永信】
68 歲。原「警視廳・柳町北署」刑事課。警部補。
目前是住在的房客，結婚 30 年以上的老婆在自己一退休後就立刻離婚，退休後被#伊達有嗣邀請住進合宿。
高中畢業後進入警視廳，待過派出所、轄區地域課、刑事課，在職 40 年間都穩定升遷，曾好幾次被邀請進入搜查一課，但都堅持留在轄區崗位。
在#牧野拜訪了合宿後，似乎又燃起了刑事魂。
把馬卡龍當成最中餡餅一樣討厭。覺得醫師是為了申請補助才開一堆藥的稅金小偷，不理會#藤堂雅人對藥品的建議。
當伊達有嗣提議要大家幫忙牧野時，推托自己腰不好，放#夏目惣一郎不情願的跟牧野出門。
其實體能還是可以壓制犯人。

##### 伊達有嗣
　【演員：近藤正臣】【香港配音：黃子敬】
72 歲。原「警視廳」副總監。
現為的管理人兼房東，表示房子是爸媽留下來的，將房間分出給其他退役警察跟大家一起合宿。養了一隻黑狗叫「男爵」。
過去雖然出身為官僚體制，但都會到前線去搜查，因此取得許多警察們的信任。
現在甚至可以直接連絡局長打通關，自稱是個隱士。
主動招待#主角牧野，並最先提議希望大家協助她查案。

#### 警察

##### 杉岡沙耶
　【演員：西田尚美】【香港配音：黃玉娟】【簡介：#卡司簡介】
44 歲。隸屬「警視廳・柳町北署」刑事課鑑識組的鑑識員。警部補。
比男性還要強勢，喜歡穿高跟鞋，穿衣品味相當不錯。
稱呼「#Maison de Police」是『老人之家』。
其實是#藤堂雅人在 18 年前的第二任妻子。

##### 原田照之
　【演員：木村了】【香港配音：曹啟謙】
30 歲。隸屬「警視廳・柳町北署」刑事課。

##### 新木幸司
　【演員：戸田昌宏】【香港配音：劉昭文】
45 歲。隸屬「警視廳・柳町北署」刑事課的課長。
高跟鞋控。

##### 間宮朝人
　【演員：今井朋彥】【香港配音：李錦綸】52 歲。隸屬「警視廳・捜査一課」的管理官。警視。

#### 其他

##### 瀬川草介
　【演員：龍星涼】【香港配音：李凱傑】【簡介：#卡司簡介】
27 歲。「#Maison de Police」的御用採購員。

##### 牧野尚人
　【演員：水橋研二】【香港配音：劉奕希】
#主角牧野日和的父親。20 年前，在建築工地現場摔死。

##### 牧野里美
　【演員：渡辺文香】【香港配音：梁少霞】

### 客串角色

#### 第 1 話客串

##### 本間弘子
　【演員：手塚理美】【香港配音：袁淑珍】【簡介：第1話「死亡之舞（デスダンス）」】
#本間弘喜的母親，正在經營花店。在兒子還小時就離婚了，一人拉拔兒子長大。
非常相信自己的兒子，在搬家後也準備了新的房間等兒子回來，每年都還是會買新的生日禮物放在兒子房間。

##### 本間弘喜
　【演員：小久保寿人】【香港配音：關令翹】
5 年前《死亡之舞》事件的嫌犯與被告，當時都每個禮拜深夜都有一位犧牲者，連續３週。
一、二審都被判死刑，但本人堅持無罪並上訴到最高法院，宣稱當時的筆錄是被逼供而來。

##### 薗田政二
　【演員：岩寺真志】
在中野區經營天婦羅店的店主，買了 5 千萬元的保險，受益人是兒子#薗田義政，曾就經營理念與兒子爭執。
為本次雛菊町男性燒死案件的受害者，在深夜 12:45 於公園燒死掙扎的畫面被上傳到網路，死亡前身上被倒油點火並綑綁雙手。
註冊過成人援交網站，生前問過兒子現在年輕人喜歡什麼牌子。
其實個性粗暴，會對找來的對象動手。

##### 薗田聖子
　【演員：谷川清美】【香港配音：蔡惠萍】
天婦羅店主政二的妻子，在丈夫死後非常難過。
將丈夫問過年輕人喜好的情報告訴#夏目與#牧野二人，沒跟其他警察講過。

##### 薗田義政
　【演員：伊島空】【香港配音：張預東】
店主#薗田政二的兒子。
隨口把一件身上衣服的紅色廠牌告訴父親，倆人過去也曾因為經營理念的不同而吵架。

#### 第 2 話客串

##### 森元妙子
　【演員：白羽優理】【香港配音：劉惠雲】【簡介：第2話「PTA總選舉（PTA総選挙）」】

##### 三上絵里花
　【演員：中山エミリ】【香港配音：詹健兒】

##### 本橋道夫
　【演員：大場泰正】【香港配音：潘文柏】

##### 平松祥恵
　【演員：内田尋子】【香港配音：蔡惠萍】

##### 小田倉孝治
　【演員：藤原邦章】【香港配音：葉振聲】

#### 第 3 話客串

##### 大槻仁美
　【演員：橋本愛實】【香港配音：曾佩儀】【簡介：	第3話「藍色屍體（青い死）」】

##### 瀬戸俊樹
　【演員：矢野聖人】【香港配音：陳灝瑋】

##### 山崎　翠
　【演員：川俣しのぶ】【香港配音：袁淑珍】

##### 工藤千代子
　【演員：今本洋子】【香港配音：雷碧娜】

##### 土屋亮治
　【演員：多田木亮佑】【香港配音：朱子聰】

##### 歌田圭吾
　【演員：誠一郎】【香港配音：劉奕希】

#### 第 4 話客串

##### 田口哲也
　【演員：清水章吾】【香港配音：盧國權】【簡介：第4話「友好俱樂部（なかよしくらぶ）」】

##### 貫井秀之
　【演員：山本涼介】【香港配音：鍾見麟】

##### 櫻井陽斗
　【演員：福山康平】【香港配音：胡家豪】

##### 深山克久
　【演員：松嶋亮太】【香港配音：鄧志堅】

##### 櫻井貴美子
　【演員：村松恭子】【香港配音：陸惠玲】

#### 第 5 話客串

##### 金森春子
【演員：島かおり】【香港配音：黃麗芳】【簡介：第5話「罪犯之家（メゾン・ド・ギルティ）」】

##### 丸山栄一
【演員：大谷亮介】【香港配音：葉振聲】

##### 西條渉
【演員：内藤大輔】【香港配音：招世亮】

##### 岡嶋圭太
【演員：木下政治】【香港配音：張錦江】

##### 安達高史
【演員：奥田洋平】【香港配音：翟耀輝】

##### 金森公平
【演員：中松俊哉】

##### 三崎聰
【演員：亀田佳明】【香港配音：馮錦堂】

#### 第 6 話客串

##### 高平小梅
【演員：水谷果穂】【香港配音：黃昕瑜】【簡介：第6話「傳說的刑警（伝説の刑事）」】

##### 中松駿
【演員：水石亜飛夢】【香港配音：黃積權】

##### 大浦春江
【演員：吉田幸矢】【香港配音：林丹鳳】

##### 大浦壽三郎
【演員：松永大輔】【香港配音：麥皓豐】

##### 大浦藤子
【演員：長内映里香】【香港配音：魏惠娥】

##### 大浦英二
【演員：森本のぶ】【香港配音：李鎮然】

##### 中松富江
【演員：福田温子】【香港配音：伍秀霞】

#### 第 7 話客串

##### 本鄉幸成
【演員：井上順】【香港配音：招世亮】【簡介：第7話「燕尾蝶（アゲハ）」】

##### 本宮花蓮
【演員：大西礼芳】【香港配音：詹健兒】

##### 小倉汐里
【演員：西丸優子】【香港配音：李潤知】

##### 赤井美香
【演員：太田美恵】【香港配音：曾秀清】

##### 池原美砂
【演員：荻野友里】【香港配音：沈小蘭】

#### 第 8 話客串

##### 館林真琴
【演員：東風万智子】【香港配音：謝潔貞】【簡介：第8話「30分鐘（30ミニッツ）」】

##### 鴨下篤
【演員：ヨシダ朝】【香港配音：朱子聰】

##### 館林桃香
【演員：住田萌乃】【香港配音：羅孔柔】

##### 池原慎吾
【演員：関幸治】

##### 市野澤讓
【演員：税所伊久磨】【香港配音：馮志輝】

#### 第 9 話客串

##### 野間仁
【演員：佐野史郎】【香港配音：盧國權】【簡介：第9話「無敵的男人（無敵の男）」】

##### 市野澤和子
【演員：宮地雅子】【香港配音：許盈】

##### 大黒毅
【演員：中野英雄】【香港配音：葉振聲】

##### 若林和史
【演員：笠松将】

##### 三上重利
【演員：三村晃弘】【香港配音：馮錦堂】

##### 清宮守
【演員：勝呂学】

##### 市野澤幸助
【演員：比佐仁】

### 製作情報

#### 主要演員
劇組於2018年10月20日宣佈，1月份的『金曜電視劇』將由現年 26 歲的高畑充希擔綱主演，高畑過去曾主演過2016年「NHK」的『晨間劇』《大姊當家》、2017年《過保護小姐》、2018年『深夜劇』《忘卻的幸子》等，並在2017年以《過保護小姐》獲得當年度的「夏劇日劇學院賞－讀者票選最佳女主角」以及「第9回 CONFiDENCE日劇大獎」與「第27屆 TV LIFE年度日劇大獎」的『最佳女主角』；另外，從《忘卻的幸子》開始已經是她連續兩季主演電視作品。

本片是高畑充希繼《三年B組金八先生》第 8 季後，睽違十年來再次於「TBS電視台」接到正規角色的演出機會，期間僅在《夫婦道》最終回當過客串嘉賓；而這也是她第一次主演「TBS」的連續劇；更是高畑首度挑戰飾演警察的角色，她表示以前 10 幾歲的時候就很喜歡看這款爽快的刑事劇類型的作品，但也坦言在心情上的高興和不安各佔一半，煩惱是否能順利記住困難的台詞，不過會努力藉著這些善良前輩們的力量，讓拍攝變得有趣起來的。
最初在閱讀完原作與劇本後，高畑充希覺得牧野看起來不太像普通的女生，便特別提出以短髮演出的建議，並獲得導演與團隊們的一致認同，在剪去 20 公分的長髮後，她說感覺起來還滿清新的，短髮與套裝的搭配非常符合#主角日和的人設，在「特別試映會」上還笑稱這樣很省洗髮精，吹頭髮的時間變快了；而在彩排時，大家也認為沒有什麼違和感，現場氣氛呈現得相當不錯。高畑最後在「試映會」上說明戲中的歐吉桑們都相當有個人魅力，觀眾肯定可以在其中找到喜歡的類型，希望作品能帶起瘋阿伯的流行熱潮。

在戲中與高畑搭配的是目前 47 歲的西島秀俊，這次是他們自2016年「NHK電視台」『晨間劇』《大姊當家》後的再度合作，當時倆人扮演的是父女的角色，西島透露說今次演的是個性認真但其實有點笨拙的搭檔，他也對這段新關係感到非常期待。而在得知劇中個性豐富的室友們都是他尊敬的大前輩時亦覺得很開心；此外，在讀完第一集的腳本後，也令他很想知道後續的故事，最後希望這部戲能在週末讓觀眾解除疲勞。

#### 其他陣容
剩餘的歐吉桑成員有小日向文世、野口五郎、角野卓造、近藤正臣。
小日向文世過去曾以《極惡非道２》奪下2013年度《第86回 電影旬報十佳獎》的「最佳男配角」。近藤正臣也以《風雲耆英會》獲得2015年度《第25回 東京體育報電影大賞》的「最佳男配角」。角野卓造更是在2008年榮獲日本內閣政府頒授的紫綬褒章。
而野口五郎是自1999年以來已經將近 20 年沒有在民放電視台亮相過，他當年亦有在「TBS」的《繼續》中演過刑警；野口於「試映會」上面透露說他們這些阿伯們都會在拍攝現場討論「終活」跟健康的話題，對此角野卓造則笑稱像自己這款年過 70 的人早就看開了。

#### 原作、編劇與導演
身為原著的加藤實秋認為在持續寫作的過程裡，可以獲得翻拍機會是種榮幸，會以觀眾的身分來一起同樂，也期待工作團隊能拍攝順利。
腳本由曾將《詐欺遊戲》、《推理要在晚餐後》、《貴族偵探》改編成日劇版的黑岩勉負責。導演為《殺人草莓夜》、《絕對零度 3 》的佐藤佑市，而西島秀俊過去也有在《殺人草莓夜》裡演出刑警的角色。

#### 音樂
配樂由末廣健一郎跟MAYUKO負責，倆人參與過不少影視作品的音樂製作，近期的作品有《熱舞☆啦啦隊（電視版）》與《工作細胞（動畫）》。主題曲選定為熊本縣出身的 3 人組樂團「WANIMA」的，他們2018年1月份專輯《Everybody！！》的發行量突破了 35 萬張，8月份舉辦的的演唱會於兩日內吸引了 7 萬名觀眾到場，創下了該團史上的最佳記錄；「WANIMA」從2014年出道以後的人氣扶搖直上，正邁向成為國民搖滾樂團的目標。
是「WANIMA」本次特地為戲劇譜寫的新曲，同時間尚未定案發售時間；不過樂團主唱兼貝斯的 KENTA 說明這首歌是 3 人不斷重新嘗試出來的作品，希望可以感動眾人；製作人橋本芙美也表示這首歌聽起來非常有能量，跟影集本身的主軸非常契合，相信肯定能抓住觀眾的心。

### 相關商品
- 特製小物
  - 劇中夏目用圍裙 [60]
  - 劇中用馬克杯 [61]
  - Ｑ版阿伯圖案茶杯 [62]
  - Ｑ版阿伯與小雞圖案資料夾二入 [63]

### 播放日程
| 集數                                               | 日期    | KKTV 標題 （原文標題） | 【副標題】 電視台節目表標頭                                              | 導演     | 收視率 |
| -------------------------------------------------- | ------- | ---------------------- | ------------------------------------------------------------------------ | -------- | ------ |
| 第 1 話                                            | 1月11日 | 死亡之舞               | 【菜鳥刑警×退役刑警的痛快搜查會議就此啟動】 新手刑警的搭檔是奇妙的歐吉桑 | 佐藤祐市 | 12.7%  |
| 第 2 話                                            | 1月18日 | 家長會選舉 PTA         | 【揭破雙重密室！！】 藤堂的前妻登場！？ＰＴＡ的雙重密室之謎              | 佐藤祐市 | 12.4%  |
| 第 3 話                                            | 1月25日 | 藍色屍體               | 【藍色屍體的祕密！！】 神祕美女登場！藍色貓咪與屍體的祕密                | 佐藤祐市 | 12.4%  |
| 第 4 話                                            | 2月01日 | 好朋友俱樂部           | 【阿爸 VS 殺害預告】 迫田 VS 殺人預告！親生父親的熱情                    | 城宝秀則 | 10.2%  |
| 平均收視率・（由Video Research於日本關東地區統計） |         |                        |                                                                          |          |        |

| 領域                   | 電視台         | 日期                                      | 時間            | 聯播網                           | 備註                                                         |
| ---------------------- | -------------- | ----------------------------------------- | --------------- | -------------------------------- | ------------------------------------------------------------ |
| 日本                   | TBS            | 2019年1月11日（五） －2019年3月15日       | 22:00 （UTC+9） | TBS系列                          | 日文字幕、電視資訊 、1080i （初回延長 15 分）                |
| 日本                   | TBS FREE       | 2019年1月11日（五） －2019年3月15日       | - （UTC+9）     | 線上免費                         | 僅限定七天內免費觀看最新集數、720p                           |
| 日本                   | TVer           | 2019年1月11日（五） －2019年4月12日       | - （UTC+9）     | 線上免費                         | 無字幕、僅限定七天內免費觀看最新集數、720p                   |
| 日本                   | GYAO!          | 2019年1月19日（六） －                    | 12:00 （UTC+9） | 線上免費                         | 無字幕、免費七天內觀看最新集數、720p                         |
| 日本                   | GYAO!          | 2019年1月19日（六） －2019年12月31日      | - （UTC+9）     | 線上租借                         | 當季租借（只到2019年4月15日） ； 單集租借                    |
| 日本                   | Paravi         | 2019年1月11日（五） －現在                | - （UTC+9）     | 線上影音                         | 付費月租，首月免費                                           |
| 台灣                   | KKTV           | 2019年1月14日（一） －現在                | 12:00 （UTC+8） | 線上影音                         | 台灣字幕、獨家網路同步、 免費收看（480p）、付費月租（1080p） |
| 香港                   | myTV SUPER     | 2019年1月12日（六） －現在                | 13:00 （UTC+8） | 線上影音                         | 日語原音、香港字幕                                           |
| - 台灣 - 新加坡 - 蒙古 | WAKUWAKU JAPAN | 2019年1月20日（日） －2019年3月24日（日） | 21:00 （UTC+8） | - 有線電視 - 寬頻電視 - 衛星電視 | 日語原音、各地字幕                                           |
| - 印尼 - 越南          | WAKUWAKU JAPAN | 2019年1月20日（日） －2019年3月24日（日） | 21:00 （UTC+8） | - 有線電視 - 寬頻電視 - 衛星電視 | 日語原音、各地字幕                                           |
| 緬甸                   | WAKUWAKU JAPAN | 2019年1月20日（日） －2019年3月24日（日） | 21:00 （UTC+8） | - 有線電視 - 寬頻電視 - 衛星電視 | 日語原音、各地字幕                                           |
| 斯里蘭卡               | WAKUWAKU JAPAN | 2019年1月20日（日） －2019年3月24日（日） | 21:00 （UTC+8） | - 有線電視 - 寬頻電視 - 衛星電視 | 日語原音、各地字幕                                           |

## 備註
1. 1 2 3  劇中虛構
2. 1 2  KKTV 翻譯

## 外部連結
- 日本官方系列
  - 《メゾン・ド・ポリス》 （页面存档备份，存于）－TBS電視台 （日語）
  - 金曜ドラマ「メゾン・ド・ポリス」🚓 💫【公式】的X（前Twitter）（页面存档备份，存于）（日語）
  - 金曜ドラマ『メゾン・ド・ポリス』的Instagram帳戶（页面存档备份，存于）（日語）

- 正式預告片
  - 《警察之家》 （页面存档备份，存于）－KKTV版 （正體中文）
  - 《メゾン・ド・ポリス》 Archive.today的存檔，存档日期2019-01-30－TBS版 （日語）

- 線上收看
  - 《警察之家》 Archive.today的存檔，存档日期2019-01-30－KKTV（台灣） （正體中文）
  - 《MADAM的神探大叔》 Archive.today的存檔，存档日期2019-02-04－myTV SUPER（香港） （繁體中文）
  - 《メゾン・ド・ポリス》 Archive.today的存檔，存档日期2019-01-29－Paravi（日本） （日語）

- 《警察之家》 （页面存档备份，存于）－WAKUWAKU JAPAN 官網 （正體中文）
- 《警察之家》 （页面存档备份，存于）－偶像劇場資料庫 （正體中文）

| 日本 TBS電視台 週五連續劇                         | 日本 TBS電視台 週五連續劇           | 日本 TBS電視台 週五連續劇 |
| ------------------------------------------------- | ----------------------------------- | ------------------------- |
|                                                   | 警察之家 （2019年1月11日－3月15日） |                           |
| 大戀愛～致忘了我的妳 （2018年10月14日－12月14日） | 破案神手 （2019年4月12日－6月21日） |                           |

| 香港 無綫電視J2 星期日 23:00 - 00:00 · 2月17日 23:00 - 00:15 | 香港 無綫電視J2 星期日 23:00 - 00:00 · 2月17日 23:00 - 00:15 | 香港 無綫電視J2 星期日 23:00 - 00:00 · 2月17日 23:00 - 00:15 |
| ------------------------------------------------------------ | ------------------------------------------------------------ | ------------------------------------------------------------ |
|                                                              | Madam的神探大叔 （2019.02.17 - 2019.04.21）                  |                                                              |
| 孤獨的美食家京都．名古屋出差篇 （2019.02.10）                | 下町火箭特別篇 (2019.04.28 - 2019.05.05)                     |                                                              |